# Морбид Сейнт
„Морбид Сейнт“ (на английски: Morbid Saint) е дет/траш група от град Шебойган, щата Уисконсин, САЩ, активна от средата на 1980-те до началото на 1990-те години.
Бандата дебютира с демото „Lock Up Your Children“ от 1988 година, а година по-късно издава първия си албум „Spectrum Of Death“. През 1992 година „Морбид Сейнт“ издават демото Destruction System. През 1994 групата се разпада.

## Дискография
- „Lock Up Your Children“	демо, Edge Records 1988
- „Spectrum Of Death“ 	студиен, Avanzada Metalica 1989
- „Spectrum Of Death“ 	преиздаден, Grind Core Int. 1992
- „Destruction System“	демо 1992
- „Spectrum Of Death+Destruction System“ преиздадени, Keltic Records 2005
- „Spectrum of Death“ преиздаден, Power Play Records 2008